# Никола Тенджерков
Никола Тенджерков е български анархист и журналист, художник по професия.
При едно официално посещение в Гърция през 1970 г. минава във Франция и става политически емигрант.
В Париж Никола започва да списва и издава списание „Изток“ (1978 – 1990). Това той прави чрез спестяванията си, за да се опитва да преодолее липсата на братски отношения сред българската анархистка емиграция. Същевременно участва в опазването на трудовете на Иван Иванов Рачев († 1975), предадени на Библиотеката за съвременна международна документация в Нантер и Международния институт по социална история в Амстердам. Друга работа на Никола е работата за съхраняване паметта на парашутистите анархисти Христо Димитров Несторов, Милю Иванов и Дончо Караиванов.
„Изток“ излиза не само на български език, но има и френско издание (1980 – 1991) и дори отделни специални броеве на полски, немски и унгарски. За това на Никола съдействат анархистите Тодор Митев и Иван Иванов, емигрант в Швейцария. Във френското издание работят китаистът Анхел Пино, румънецът Николай Трифон и др. След 10 ноември 1989 г. Никола продължава своята дейност и безспорно полезната си работа, често с помоща на Весел Момчев Василиев с псевдоним Историка (1946 – 2016).

## Издания
- Тенджерков, Никола. Последните Чапая.   Велико Търново, Ивис, 2010. ISBN 978-954-8387-75-0. с. 343. (на български)
- Сборник. Самоводене от древността до наши дни. Анархистическото движение в село Самоводене.   Враца, И-Медия Ком, 2015. ISBN 9786192050085. (на български)